# Socalchemmis arroyoseco
Socalchemmis arroyoseco is een spinnensoort uit de familie Tengellidae. De soort komt voor in de Verenigde Staten. 